# Khunasira
Khunasira fue una antigua fortaleza a unos 60 km al sudeste de Alepo. La habría fundado Khunasir ibn Amr de los Banu Kinana, pero probablemente se hizo sobre una edificación o pueblo ya existente. Capital de la kura de el-Abas fue célebre en la época del Califato Omeya porque el príncipe Umar II se  hizo construir un castillo donde residió a menudo. Cuando el poder omeya entró en decadencia y las rutas interiores de Siria dejaron de ser seguras, los viajeros de la ruta Alepo-Bagdad preferían pasar por el desierto y obtener la protección de los beduinos a cambio de dinero, que pasar por este castillo que sólo garantizaba protección por un corto trayecto. Así entró en decadencia, pero subsistió mal que bien hasta el 1121, cuando fue tomada y destruida por Balduino II de Jerusalén. Su puerta fue trasladada a Antioquía del Orontes. Modernamente una localidad cercana lleva el nombre de Khanasir.